# المعهد المشترك للبحوث النووية
المعهد المشترك للبحوث النووية  هو مركز أبحاث دولي للعلوم النووية في روسيا، وهو مركز دولي لبحوث العلوم النووية مع 1200 باحث. بما في ذلك 1000  شخص ممن يحملون درجة الدكتوراه من ثمانية عشر دولة (بما في ذلك أرمينيا وأذربيجان وبيلاروسيا وكازاخستان) أعضاء في المعهد. معظم العلماء من العلماء الروس البارزين.

## نبذة
للمعهد سبعة مختبرات لكل منها تخصصه الخاص:
- الفيزياء النظرية.[4]
- فيزياء الطاقة العالية (فيزياء الجسيمات).
- فيزياء الأيونات الثقيلة.[5]
- فيزياء المواد المكثفة.
- التفاعلات النووية.
- فيزياء النيوترونات.[6]
- تكنولوجيا المعلومات.

المعهد لديه قسم لدراسة البحوث الإشعاعية والبيولوجية وغيرها من تجارب الفيزياء التجريبية المخصصة.

## معرض صور

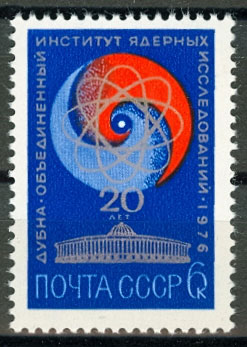
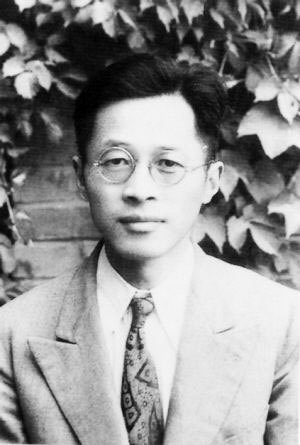
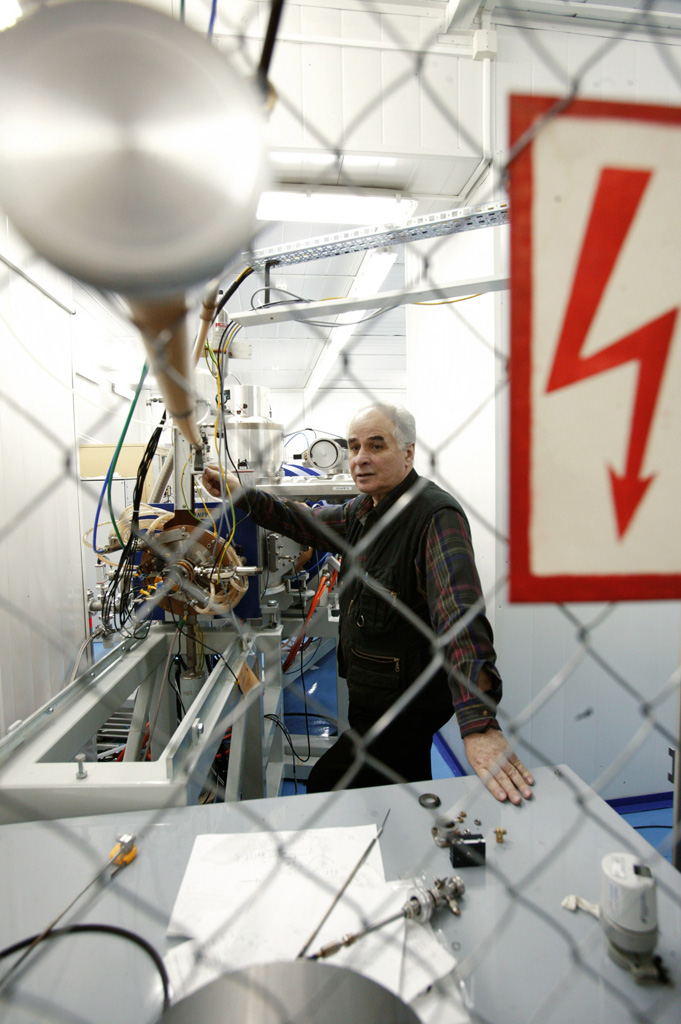
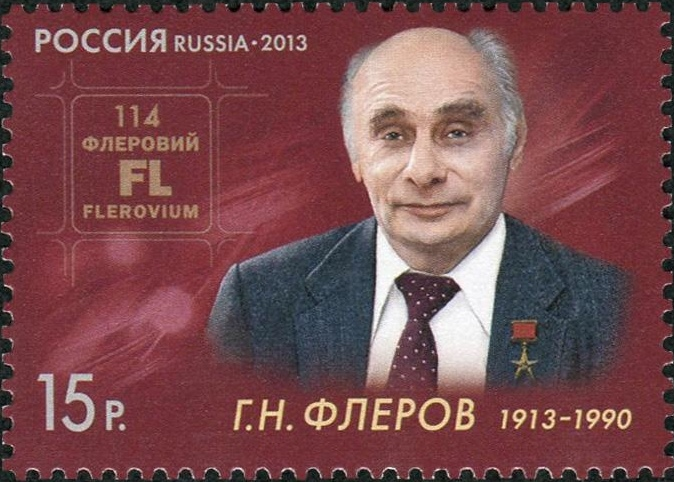